# Hermandad del Santísimo Cristo de la Buena Muerte (Alicante)
La Hermandad del Santísimo Cristo de la Buena Muerte y de Nuestra Señora de las Angustias  es una hermandad de culto católico instaurada en la ciudad de Alicante (España). Tiene su sede canónica en la casa parroquial de San Nicolás, que forma parte de la concatedral de San Nicolás de Bari.
Realiza su estación de penitencia durante la Semana Santa en Alicante, en la noche del Jueves Santo, llevando a cabo la Procesión del Silencio. Sus penitentes visten de negro por la muerte de Cristo y determinados ropajes en rojo por su sangre. 

## Historia

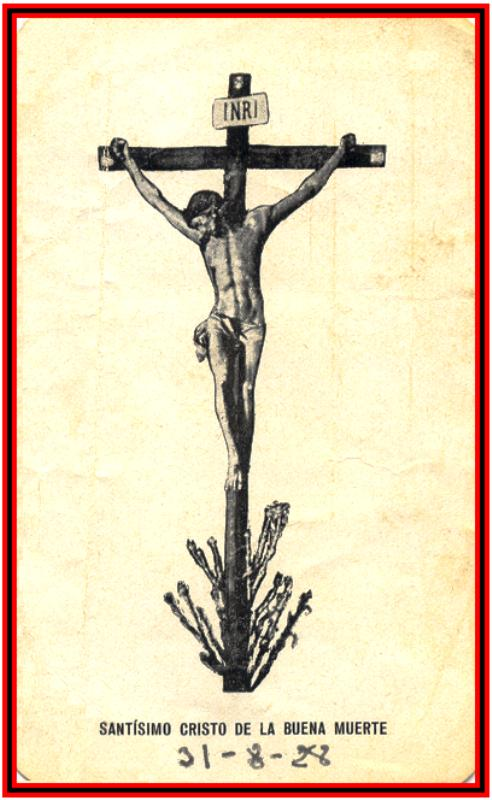
Primera tirada de estampas del Cristo de la Buena Muerte de Alicante, en 1928.

Gracias al artículo publicado el 28 de marzo de 2002 en el Diario Información de Alicante, titulado 75 Aniversario del Cristo de la Buena Muerte, que fue escrito y firmado por Ana María García Mesa, viuda de Manuel Montesinos Gómiz, (quien fuera primer presidente-fundador de la Junta Mayor de Hermandades y Cofradías de la Semana Santa alicantina), sabemos de la historia de la Hermandad del Cristo de la Buena Muerte antes de la República, pues las actas de las reuniones o se perdieron o se destruyeron.
La hermandad nació en la primavera de 1926 por iniciativa de un grupo de jóvenes que quería instaurar una Procesión de Silencio en la ciudad de Alicante. 
Encabezados por Manuel Montesinos Gómiz, alférez de artillería en la reserva y estudiante de último curso de derecho, el médico Ramón Guillen Tato, Carlos Frías, funcionario del Ayuntamiento y Rafael Gosálvez, fueron a comunicarle al vicario de San Nicolás, Luis Campello su intención de sacar en procesión la talla popularmente conocida como Cristo de las sillas, ubicada al final del templo San Nicolás y que bajo su altar se recogían todas ellas. 
El crucificado era originario del desamortizado convento que tuvieron los padres Dominicos en la calle Mayor (hoy Edificio Amérigo) y, desde que fue demolido a mediados del siglo XIX, la talla fue cuidada por los marqueses de Río-Florido, quienes le construyeron un altarcillo en San Nicolás. Estos jóvenes convencieron a más amigos, y contaron con la ayuda de sus familiares para poder hacer realidad su sueño. El nombre de la hermandad fue idea de Anita García Mesa que era la prometida de Manuel Montesinos, pues aunque vivía en Alicante debido a los negocios que tenía su familia en la costa mediterránea, era malagueña y sentía gran devoción por el conocidísimo Cristo de la Buena Muerte de su tierra (Cristo de Mena). 
La construcción del paso se llevó a cabo, principalmente, gracias a Balbina Gómiz, presidenta de la Real Archicofradía de la Virgen del Remedio, hija de Manuel Gómiz y una de las fortunas de la época que fue quién hizo posible que las congregaciones de monjas de Jesús-María y la de las madres Adoratrices se establecieran en Alicante y, junto con los Escrivá de Romaní, ayudó en la construcción de la primitiva parroquia de Benalúa y sus escuelas. En 1927, el laureado pintor alicantino Heliodoro Guillén Pedemonti (padre del joven Ramón Guillén) hizo el diseño de los paneles labrados con escenas de la Pasión de Cristo.
Cuando salieron por primera vez, en 1927, sólo eran 11 para las 24 plazas que tenía el recién construido paso y los fundadores tuvieron que reunir dinero para pagar a cargadores de los que se arrendaban con ese fin y poder salir en procesión. 
Hasta los años treinta, la joven hermandad salía el Jueves Santo, de san Nicolás, atravesando el barrio de Santa Cruz y, bajando la Rambla, hasta la plaza de Alfonso XII (hoy del ayuntamiento) y de allí, tras detenerse frente a la Casa Ansaldo -antepasados de los Gómiz-, atravesaba la torre del reloj del consistorio y subía por la Villavieja hasta Santa María. La noche del Viernes Santo salía de Santa María, acompañando a la Procesión del Santo Entierro y, a su término, volvía a san Nicolás en la madrugada del sábado.
El 3 de abril de 1931 durante el recorrido se vio interrumpida la procesión por tumultos que se produjeron, y en mayo se inició la quema de conventos.
La talla permaneció escondida durante la República y la Guerra Civil, tapiada al igual que el resto de imágenes de las capillas de san Nicolás. Ya había sido quemado el colegio de los Maristas o el de los Salesianos, desaparecido el precioso retablo de la Virgen de los Ángeles, sito en la ermita del alicantino barrio de los Ángeles o un san Pedro firmado por el pintor José de Ribera que se encontraba en las Capuchinas.
Tras la guerra se reanudó el culto religioso en el territorio nacional y en la Semana Santa de 1940 volvió a salir el Cristo de la Buena Muerte en procesión, pero solamente los jueves y junto con la Virgen de las Angustias, además estrenó nueva capilla obra del arquitecto provincial Juan Vidal Ramos.
Fueron elegidos hermanos mayores, José Tato desde 1927 hasta 1931, Francisco Alberola padre, tras la Guerra Civil y Luis Badías a partir de 1949. 
Gracias a artículos publicados por Gonzalo Vidal Tur en Pasión y otros medios sabemos que Nuestra Señora de las Angustias tuvo su propia cofradía desde 1893, por acuerdo de Francisco Alberola Canterác, el presbítero Manuel Gálbis, el farmacéutico Martínez Pacheco, Rafael Pastor, Rafael Gandulla, y Juan Antonio Masanet. Como damas de la Virgen siempre figuraron señoritas de la familia Caturla.
Salía en procesión, acompañando al Santo Entierro, el Viernes Santo, desde la basílica de Santa María. Durante la Guerra Civil permaneció escondida en la finca “Aliaga” que tenía la familia Caturla en el barrio de La Florida.
Desde 1940 pasó a acompañar al Cristo de la Buena Muerte y fundiéndose ambas en una nueva hermandad y comenzaron a salir ambos pasos juntos el Jueves Santo.
En los años ochenta estuvo a punto de no salir el paso de la Virgen pero, por iniciativa de los empleados del Banco de Alicante, se solucionó el problema, pues ellos se hicieron cargo de la mayor parte de los sitios del paso.

## Los pasos
Cristo de la Buena muerte
El crucificado representa a Jesús muerto en la Cruz en una talla de madera de equilibradas proporciones. La autoría de la imagen todavía permanece anónima, si bien durante mucho tiempo se creyó que era obra de Nicolás de Bussy. Tras su restauración de 2004 se piensa que es originaria del siglo XVI, y se mantiene la procedencia italiana. A los píes de la cruz hay una calavera y dos tibias cruzadas, que simbolizan la tradición de que Cristo fue crucificado sobre la tumba de Adán y al caer la sangre de Cristo sobre la calavera, Adán resucitó a la vida eterna. 
La talla se sabe que procede del desamortizado y posteriormente demolido, en 1851, convento de los Dominicos del siglo XVII. Tras su desaparición fue situada en la iglesia de San Nicolás, al final del Templo. Durante la Guerra Civil permaneció tapiada para evitar su destrucción y al terminar la guerra, la hermandad aprovechó una capilla vacía y construyó la actual capilla del Cristo de la Buena Muerte, diseñada por el arquitecto Juan Vidal. Esto hizo que la talla fuese conocida oficialmente por el nombre que le dio la hermandad.
Normalmente la imagen se expone en su capilla, pero en los días de Semana Santa se encuentra situada en el altar mayor de la san Nicolás.
Nuestra Sra de las Angustias
Es obra del siglo XVIII, es una talla realizada por Francisco Salzillo, propiedad de las monjas capuchinas que perteneció a la familia Caturla. Muestra el dolor de la Virgen María al momento de recibir el cuerpo de su hijo, con la cruz detrás y acompañada de querubines. Normalmente se encuentra expuesta en el convento de las Capuchinas. Durante los días de Semana Santa la talla permanece expuesta en la concatedral de Alicante.

## Símbolos
Escudo
Una cruz amartillada o potenzada de gules. En el centro tiene un escudo en blanco partido en dos, primero un Crismón con el alfa y el omega, y segundo, el símbolo de la Virgen. Se refleja así la unión de las dos hermandades en una sola.
Túnicas y vestimenta
Los cargadores portan vesta y verdugo negros con el emblema en el babero, con guantes, cíngulo y calcetines rojos, y zapatos negros.
Los hermanos de fila, vesta y capirote puntiagudos negros con el emblema en el babero, capa, guantes, cíngulo y calcetines rojos, y zapatos negros. 
Los capataces de cada paso, igual que los hermanos de fila pero con el capirote blando de los cargadores.
La guardia de honor: el Cristo solía llevar caballeros legionarios retirados. En la actualidad lo hace la Guardia Civil.
Las camareras de la Virgen lo hacen con mantilla en riguroso negro y con el emblema de la hermandad, pendiente de una cinta en rojo y negro.
La presidencia: quienes no lleven las vestimentas de la hermandad, vestirán con decoro para la ocasión y portarán el emblema pendiente de un cordón en rojo, con la excepción del hermano mayor, que será de oro y el mayordomo, que será de oro y rojo.